# Ned Maddrell
Edward „Ned“ Maddrell (* um 1877 auf der Isle of Man; † 27. Dezember 1974 ebenda) war ein Fischer von der Isle of Man und der vorübergehend letzte Muttersprachler der keltischen Sprache Manx.
Nach dem Tod von Sage Kinvig (1870–1962) war er die damals letzte lebende Person, die für sich in Anspruch nehmen konnte, seit der Kindheit Manx zu sprechen. Er lernte Manx von seiner Großtante, allerdings hatte er bereits zuvor einige rudimentäre Kenntnisse in der englischen Sprache.
Einige Sprachproben von Maddrell wurden zur Dokumentation der Aussprache auf Tonband aufgezeichnet.
Im Gegensatz zu einigen anderen Muttersprachlern schien Maddrell seinen Status als lokale Berühmtheit zu genießen und erklärte sich gerne bereit, jüngere Menschen in der Sprache zu unterrichten.